# Markus Heikkinen
Markus Heikkinen (* 13. Oktober, 1978 in Katrineholm, Schweden) ist ein ehemaliger finnischer Fußballnationalspieler, der als defensiver Mittelfeldspieler oder zentraler Verteidiger spielte.

## Karriere
Markus Heikkinen begann seine Erwachsenenkarriere 1996 bei Oulu PS, von wo aus er 1997 zum Turku PS wechselte. Von 1998 bis 1999 spielte er in der finnischen Veikkausliiga bei Myllykosken Pallo -47, ehe er für drei Jahre zum HJK Helsinki wechselte. Von dort aus gelang Heikkinen durch einen Leihvertrag der Sprung in die englische Premier League zum FC Portsmouth, wo er sich aber nur für ein Jahr halten konnte. Bereits zuvor war er auf Leihbasis beim FC Viikingit untergebracht. Ab 2003 spielte er in der schottischen Liga für zwei Saisonen beim FC Aberdeen. Von 2005 bis 2007 war er bei Luton Town in der englischen Football League Championship unter Vertrag. 2007 erfolgte der Transfer zum österreichischen Rekordmeister SK Rapid Wien. In seiner ersten Saison in Österreich konnte er prompt den österreichischen Meistertitel gewinnen. Im Sommer 2013 wechselte Heikkinen von Österreich in die zweite norwegische Lida zu IK Start. Schon Anfang 2014 ging es für ihn dann zurück zu HJK Helsinki in die Veikkausliiga. Zwei Jahre später heuerte er bei AC Oulu, der während Heikkinens Spielzeit noch in der Ykkösliiga, der zweiten finnischen Liga, spielte. Nach zwei Jahren bei AC Oulu beendete Heikkinen mit 40 Jahren seine Karriere als Spieler. Seither arbeitet er als Sportdirektor des AC Oulu.
Heikkinen hatte bei seinen Mitspielern stets einen Spitznamen. So wurde er in England bei Luton Town Heineken (nach der gleichnamigen Biersorte) genannt, in Wien beim SK Rapid hat er den Spitznamen Mika (von Rennfahrer Mika Häkkinen).
Heikkinen bestritt von 2002 bis 2011 61 Spiele in der finnischen Nationalmannschaft. Am 26. September 2011 gab er seinen Rücktritt aus dem Nationalteam seines Heimatlandes bekannt.

## Erfolge
- Finnischer Pokalsieger mit HJK Helsinki: 2000
- Finnischer Meister mit HJK Helsinki: 2002
- Aufstieg in die Premier League mit FC Portsmouth: 2002/03
- Österreichischer Meister mit SK Rapid Wien: 2007/08
- Sportzeitung – Team der Saison 2007/08
- Sportwoche – Team der Saison 2007/08